# فيليبو مانشيني
فيليبو مانشيني (بالإيطالية: Filippo Mancini)‏ (13 أكتوبر 1990 بجنوة في إيطاليا - ) هو لاعب كرة قدم إيطالي في مركز الوسط. لعب مع إنتر ميلان ومانشستر سيتي وAC Bellaria Igea Marina ‏ ونادي فيرتوس إينتيلا.